# Track72
Anders Brixen Kristiansen (3. oktober 1972) er bedst kendt under sine alias'er Tue Track og senere også Track72. "72" er fra hans fødselsår (1972). Track72 er også kendt for sin electro/hiphop plade "Rockin'" på Good Music Records.
Anders er vokset op i Auning på Djursland men flyttede til Daugaard i slut-80erne hvor han deltog meget aktivt i "prods" (produktion af hiphop / rap, som blev delt mellem de medvirkende i kulturen).
Tue Track er kommercielt mest kendt for sin medvirken i gruppen Malk De Koijn og er en del af livegruppen Booty Cologne, der i 2007 udgav deres første plade "2007 B.C" samt hiphop gruppen Nobody Beats The Beats.
Han har fra 23. februar 2008 til 26. april 2008 medvirket i Biblen, et skrako-stykke på Nørrebro Teater, .
Track72 var i 2011 vært på et Hiphop orienteret radioprogram Tue T på de to fladhjul af stål, programmet blev sendt på DR's P6-Beat torsdage 18.00-20.00.

## Musikudstyr
I starten af 1990'erne producerede han musikken på en Roland_W-30, som er en sampler workstation, bl.a. kendt for at være brugt på MC Hammer "Can't Touch This"-hittet samt The Prodigy.

## Diskografi
Studiealbum med Malk De Koijn:
- Smash Hit In Aberdeen
- Sneglzilla
- Toback To The Fromtime

Soloalbum:
- Rockin
- Archives Vol. 1

Sammen med andre:
- Ponyblod
- Xtra Naan
- Marvelous Mosell
- Sulka
- Pede B - GUMBO